# Dibrometo de 3-Carbpiridiloxi
Dibrometo de 3-Carbpiridiloxi , ou pelo código de patente, é um agente químico sintético de formulação C32H54Br2N6O4.